# Team XII 2nd Stage「代號XII」
Team XII 2nd Stage“代号XII”公演是SNH48的剧场公演。此套公演是 SNH48 Team XII 的第二套公演，也是Team XII的首套原创表演。

## 公演内容

### 曲目
1. overture（SNH48 ver.）
2. XII say hi
（作词：张鹏鹏　作曲：都志文　编曲：都志文）
3. 遇见最初的美好
（作词：立志　作曲：鸭毛　编曲：郭伟聪）
4. 守护者
（作词：张鹏鹏　作曲：姜帆　编曲：谢维）
5. Time Machine
（作词：张鹏鹏　作曲：鸭毛　编曲：谢维）
6. 她和她
（作词：谢梦琼　作曲：鸭毛　编曲：谢维）
7. Love Letter
（作词：鸭毛　作曲：鸭毛　编曲：杨任衔）
8. 初吻练习曲
（作词：谢梦琼　作曲：鸭毛　编曲：谢维）
9. 都不会
（作词：谢梦琼　作曲：鸭毛　编曲：谢维）
10. 自以为
（作词：谢梦琼　作曲：姜帆　编曲：郭伟聪）
11. Shower Girl
（作词：谢梦琼、作曲：鸭毛　编曲：杨任衔）
12. AI进化
（作词：张鹏鹏　作曲：鸭毛　编曲：谢维）
13. 心跳频率
（作词：立志　作曲：姜帆　编曲：谢维）
14. 成人礼
（作词：张鹏鹏　作曲：姜帆　编曲：谢维）
15. 梦想代码
（作词：鸭毛　作曲：鸭毛　编曲：郭伟聪）
16. Girl Smile
（作词：张鹏鹏　作曲：姜帆　编曲：小王）
17. 给未来的我们
（作词：张鹏鹏　作曲：鸭毛　编曲：杨任衔）

## SNH48 Team XII 2nd Stage「代号XII」公演
公演日期
2016年12月23日 - 2017年6月9日
出演成员
陈音・陈韫凌・费沁源・洪珮云・姜杉・蒋舒婷・李佳恩・吕梦莹・刘增艳・潘瑛琪・宋雨珊・严佼君・於佳怡・张文静・张怡・邹佳佳
分组曲担当
- 她和她（陈音、刘增艳）
- Love Letter（严佼君）
- 初吻练习曲（费沁源、於佳怡、张文静、邹佳佳）
- 都不会（洪珮云、李佳恩、宋雨珊）
- 自以为（张怡、陈韫凌、姜杉、吕梦莹、潘瑛琪、蒋舒婷）

## SNH48 Team XII 2.5nd Stage「代号XII 2.0」公演

### 曲目
1. overture（SNH48 ver.）
2. XII say hi
（作词：张鹏鹏　作曲：都志文　编曲：都志文）
3. 遇见最初的美好
（作词：立志　作曲：鸭毛　编曲：郭伟聪）
4. 守护者2.0
（作词：张鹏鹏　作曲：姜帆　编曲：谢维）
5. 热情复活
（作词：谢梦琼　作曲：鸭毛　编曲：郭伟聪）
6. 她和她
（作词：谢梦琼　作曲：鸭毛　编曲：谢维）
7. 完美超载
（作词：小7　作曲：SHIMA　编曲：SHIMA）
8. Love Letter
（作词：鸭毛　作曲：鸭毛　编曲：杨任衔）
9. 初吻练习曲
（作词：谢梦琼　作曲：鸭毛　编曲：谢维）
10. 自以为
（作词：谢梦琼　作曲：姜帆　编曲：郭伟聪）
11. 人间规则
（作词：甘世佳　作曲：SHIMA　编曲：SHIMA）
12. Shower Girl
（作词：谢梦琼　作曲：鸭毛　编曲：杨任衔）
13. 心跳频率
（作词：立志　作曲：姜帆　编曲：谢维）
14. 成人礼2.0
（作词：张鹏鹏　作曲：姜帆　编曲：谢维）
15. 梦想代码
（作词：鸭毛　作曲：鸭毛　编曲：郭伟聪）
16. Girl Smile2.0
（作词：张鹏鹏　作曲：姜帆　编曲：小王子）
17. 给未来的我们
（作词：张鹏鹏　作曲：鸭毛　编曲：杨任衔）

### 概要
公演日期
2017年6月16日 - 2018年3月2日
出演成员
陶波尔・洪珮云・姜杉・蒋舒婷・李佳恩・吕梦莹・刘增艳・潘瑛琪・宋雨珊・严佼君・於佳怡・张文静・张怡・曾晓雯
分组曲担当
- 她和她（李佳恩、刘增艳）
- 完美超载（张怡、吕梦莹、蒋舒婷）
- Love Letter（严佼君）
- 初吻练习曲（刘增艳、於佳怡、张文静、陶波尔）
- 自以为（曾晓雯、姜杉、潘瑛琪）
- 人间规则（洪珮云、李佳恩、宋雨珊）

## GNZ48 Team Z 2nd Stage「代号・林和西」公演

### 曲目
1. overture（GNZ48 ver.）
2. 中泰 say hi
（作词：张鹏鹏　作曲：都志文　编曲：都志文）
3. 遇见最初的美好
（作词：立志　作曲：鸭毛　编曲：郭伟聪）
4. 守护者
（作词：张鹏鹏　作曲：姜帆　编曲：梁名亿）
5. Time Machine（粤语ver.）
（作词：三本目　作曲：鸭毛　编曲：谢维）
6. 她和她
（作词：谢梦琼　作曲：鸭毛　编曲：谢维）
7. Love Letter
（作词：鸭毛　作曲：鸭毛　编曲：杨任衔）
8. 初吻练习曲
（作词：谢梦琼　作曲：鸭毛　编曲：谢维）
9. 都不会
（作词：谢梦琼　作曲：鸭毛　编曲：谢维）
10. 自以为（粤语ver.）
（作词：三本目　作曲：姜帆　编曲：郭伟聪）
11. Shower Girl
（作词：谢梦琼　作曲：鸭毛　编曲：杨任衔）
12. 天河梦时代
（作词：慕容玖夜　作曲：华月　编曲：锦言）
13. 心跳频率
（作词：立志　作曲：姜帆　编曲：谢维）
14. 成人礼
（作词：张鹏鹏　作曲：姜帆　编曲：谢维）
15. 梦想代码（粤语ver.）
（作词：三本目　作曲：姜帆　编曲：郭伟聪）
16. 中泰 Smile
（作词：三本目　作曲：姜帆　编曲：小王子）
17. 给未来的我们
（作词：张鹏鹏　作曲：鸭毛　编曲：杨任衔）

### 概要
公演日期
2017年9月15日 - 2017年12月31日
出演成员
杜秋霖・刘嘉怡・农燕萍・王偲越・陈梓荧・杨可璐・赖俊亦・龙亦瑞・陈桂君・张秋怡・王炯义・王秭歆・王翠菲・杨媛媛・赵欣雨・ 代玲
分组曲担当
- 她和她（杜秋霖、刘嘉怡）
- Love Letter（农燕萍）
- 初吻练习曲（王偲越、陈梓荧、杨可璐、赖俊亦）
- 都不会（龙亦瑞、陈桂君、张秋怡）
- 自以为（粤语ver.）（王炯义、王翠菲、王秭歆、杨媛媛、赵欣雨、代玲）

## SNH48 「代号XII 2.0」新生公演

### 曲目
1. overture（SNH48 ver.）
2. XII say hi
（作词：张鹏鹏　作曲：都志文　编曲：都志文）
3. 遇见最初的美好
（作词：立志　作曲：鸭毛　编曲：郭伟聪）
4. 守护者2.0
（作词：张鹏鹏　作曲：姜帆　编曲：谢维）
5. 热情复活
（作词：谢梦琼　作曲：鸭毛　编曲：郭伟聪）
6. 她和她
（作词：谢梦琼　作曲：鸭毛　编曲：谢维）
7. 完美超载
（作词：小7　作曲：SHIMA　编曲：SHIMA）
8. Love Letter
（作词：鸭毛　作曲：鸭毛　编曲：杨任衔）
9. 初吻练习曲
（作词：谢梦琼　作曲：鸭毛　编曲：谢维）
10. 自以为
（作词：谢梦琼　作曲：姜帆　编曲：郭伟聪）
11. 人间规则
（作词：甘世佳　作曲：SHIMA　编曲：SHIMA）
12. Shower Girl
（作词：谢梦琼　作曲：鸭毛　编曲：杨任衔）
13. 心跳频率
（作词：立志　作曲：姜帆　编曲：谢维）
14. 成人礼2.0
（作词：张鹏鹏　作曲：姜帆　编曲：谢维）
15. 梦想代码
（作词：鸭毛　作曲：鸭毛　编曲：郭伟聪）
16. Girl Smile2.0
（作词：张鹏鹏　作曲：姜帆　编曲：小王子）
17. 给未来的我们
（作词：张鹏鹏　作曲：鸭毛　编曲：杨任衔）

### 概要
公演日期
2024年5月5日 - 2025年3月12日
出演成员
王依柳・熊紫轶・温若其・尤可莹・杨心渝・周童玥・梁怀方・唐程成・王紫澍・叶凡・张倩・陈真允一・张曼妮・陈芷晴・潘力帼
分组曲担当
- 她和她 (王依柳、葉凡）
- 完美超载 （張倩、陳真允一、熊紫軼）
- Love Letter （杨心渝）
- 初吻练习曲 （温若其、王依柳、陈芷晴、张倩）
- 自以为 （唐程成、张曼妮、梁怀方）
- 人间规则 （周童玥、潘力帼、王紫澍）